# René Desaeyere
René Desaeyere ou Desayere est un footballeur international belge devenu entraîneur,  né le 14 septembre 1947 à Anvers (Belgique).

## Biographie
Il a été défenseur au Royal Beerschot AC, au Daring Molenbeek, au Royal Antwerp FC (331 matches de 1971 à 1977), au RWDM (148 matches de 1978 à 1983) et au K Berchem Sport.
Il a ensuite une longue carrière d'entraîneur commencée en 1984. Celle-ci l'a mené dans de nombreux pays, de la Belgique à la Thaïlande, en passant par la Corée et le Japon. Il a entraîné, entre autres les joueurs de K Berchem Sport, du Standard de Liège, du KSK Beveren, du Beerschot VAV, Ilhwa Chunma (Corée du Sud) et Cerezo Ōsaka (Japon). Il s'occupe du Muangthong United FC (Thaïlande) depuis janvier 2010.

## Palmarès
- Vice-Champion de Belgique en 1974 et 1975 avec le Royal Antwerp FC
- Finaliste de la Coupe de Belgique en 1975 avec le Royal Antwerp FC